# 서구 갑 (대구)
서구 갑은 대한민국의 옛 국회의원 선거구이다. 당시 대구광역시 서구의 일부 지역을 관할했다.

## 역사
제13대 국회의원 선거를 앞두고 중구·서구 선거구에서 분리되어 신설되었다.
제16대 국회의원 선거를 앞두고 서구 갑, 을 선거구가 통합되면서 서구 선거구를 이루게 됨에 따라 폐지되었다.

## 역대 국회의원
| 선거   | 정당 | 정당       | 의원   |
| ------ | ---- | ---------- | ------ |
| 1988년 |      | 민주정의당 | 정호용 |
| 1990년 |      | 민주자유당 | 문희갑 |
| 1992년 |      | 무소속     | 정호용 |
| 1996년 |      | 무소속     | 백승홍 |

## 역대 선거 결과

### 대한민국 제13대 국회의원 선거
|  | 54.34% |

|  | 22.86% |

|  | 19.78% |

|  | 2.10% |

|  | 0.90% |

### 1990년 대한민국 재보궐선거
정호용 의원의 의원직 사임으로 인해 치러진 1990년 대한민국 재보궐선거에서 민주자유당 문희갑 후보가 당선되었다.

### 대한민국 제14대 국회의원 선거
|  | 51.54% |

|  | 27.30% |

|  | 17.13% |

|  | 4.01% |

### 대한민국 제15대 국회의원 선거
|  | 40.50% |

|  | 26.82% |

|  | 11.98% |

|  | 10.73% |

|  | 3.63% |

|  | 3.09% |

|  | 2.05% |

|  | 1.15% |